# Richard André Ordemann
Richard André Ordemann (6 agosto 1994) è un taekwondoka norvegese.

## Palmarès
- Europei

Kazan 2018: bronzo negli 80kg.